# District de Sárospatak
Le district de Sárospatak (en hongrois : Sárospataki járás) est un des 16 districts du comitat de Borsod-Abaúj-Zemplén en Hongrie. Créé en 2013, il compte 25 057 habitants et rassemble 16 localités : 15 communes et une seule ville, Sárospatak, son chef-lieu.
Cette entité a été une première fois créée en 1905 au sein du comitat de Zemplén. Lors de la réorganisation comitale de 1950, le district a été déplacé dans le comitat de Borsod-Abaúj-Zemplén puis a été supprimé en 1956.

## Localités
- Bodrogolaszi
- Erdőhorváti
- Györgytarló
- Háromhuta
- Hercegkút
- Kenézlő
- Komlóska
- Makkoshotyka
- Olaszliszka
- Sárazsadány
- Sárospatak
- Tolcsva
- Vajdácska
- Vámosújfalu
- Viss
- Zalkod